# Bošovice
Bošovice (en allemand : Boschowitz) est une commune du district de Vyškov, dans la région de Moravie-du-Sud, en République tchèque. Sa population s'élevait à 1 254 habitants en 2020.

## Géographie
Bošovice se trouve à 28 km au sud-sud-ouest de Vyškov, à 23 km au sud-est de Brno et à 208 km au sud-est de Prague.
La commune est limitée par Otnice, Lovčičky et Milešovice au nord, par Kobeřice u Brna à l'est, par Velké Hostěrádky et Borkovany au sud, et par Těšany à l'ouest.

## Histoire
La première mention écrite du village date de 1141.